# 藤田哲也 (气象学家)
藤田哲也（英語：Tetsuya Theodore "Ted" Fujita，1920年10月23日—1998年11月19日），日裔美籍氣象學家，以研究極端強烈風暴而聞名。他在芝加哥大學對雷暴、龍捲風、颶風和颱風的研究徹底改變了人類對這些風暴的認識。他也因此被稱為龍捲風先生、龍捲風博士。

## 經歷
藤田哲也生於日本北九州市，小倉中學校（今福岡縣立小倉高等學校）畢業後進入九州工業大學工學院就讀，畢業後留校任教。1953年獲得東京大學博士學位以後前往美國芝加哥大學擔任氣象學教授，1968年成為美國公民。1991年成為芝加哥大學榮譽退休教授，1998年病逝。

## 研究
藤田哲也被認為是下擊暴流和微下擊暴流的發現者，並且提出了依照龍捲風強度以及和風速相關破壞程度評估的藤田級數。
藤田最為人所知的貢獻就是龍捲風的研究，他因此被同事和媒體稱為「龍捲風先生」（Mr. Tornado）。除了藤田級數以外，藤田還是飛越龍捲風和損害調查技術開發的先驅者。他使用這些技術研究發生在1970年5月11日在德克薩斯州拉伯克發生的兩個龍捲風，並繪出路徑。藤田還建立了龍捲風影像測光分析值，並且對龍捲風進行錄影以建立在龍捲風渦旋的表面不同高度下風速值的模型。藤田還是第一個廣泛研究下擊暴流這種氣象現象的人，而這種現象可以讓航空器造成嚴重威脅。而藤田將相關研究成果先教授給他的學生，今日已成為全世界飛行員例行訓練時使用的技術。
藤田也是多漩渦龍捲風的研究主要參與者，並且建立了這種龍捲風是多個小的漏斗狀漩渦（吸入漩渦）在一個大規模的母漏斗雲旁旋轉的概念。他的研究和以往所認知的遠遠不同，並確立了最強烈的龍捲風是由多個渦旋組成的概念。他也進一步確認了小型旋渦會增強熱帶氣旋的概念。
第二次世界大戰期間藤田哲也居住在原本是胖子原子彈轟炸目標的小倉市，但因為當天多雲使轟炸機轉移至次要目標長崎市。藤田研究原子彈爆炸破壞程度使他得以了解下擊暴流和微下擊暴流的機制。

## 身後
美國氣象學會在2000年1月舉辦的第80屆會員大會期間舉辦了「劇烈暴風雨之謎研討會：向藤田哲也的貢獻致敬」（Symposium on The Mystery of Severe Storms: A Tribute to the Work of T. Theodore Fujita），並且在2001年1月時在該學會的旗艦期刊《美國氣象學會通告》上發布了特刊。《Storm Track》雜誌在1998年出版了向藤田哲也致敬的特刊〈A Tribute To Dr. Ted Fujita〉；《Weatherwise》雜誌也在1999年5/6月號出版的雜誌中發表了向藤田致敬的文章〈Mr. Tornado: The life and career of Ted Fujita〉。

## 代表性著作
- Fujita, T. T., 1970b. The Lubbock tornadoes: a study of suction spots: Weatherwise, v. 23(4), p. 160-173. [published August, 1970] (first issued as SMRP 88)
- Shanahan, J. A., and Fujita, T. T., 1971c. The Lubbock tornadoes and Fujita suction vortices. Presented at October 18–22, 1971, ASCE Annual and National Environmental Engineering meeting, St. Louis. [October, 1971]
- Fujita, T. T., 1976g. Photogrammetric analysis of tornadoes, F. History of suction vortices, in Peterson, R. E., ed., Proceedings of the Symposium on Tornadoes, Assessment of Knowledge and Implications for Man: Institute for Disaster Research, Texas Technological University, Lubbock, p. 78-88. [June, 1976] (also issued as SMRP 140e)
- Fujita, T. T., and Forbes, G. S., 1976f. Photogrammetric analysis of tornadoes, D. Three scales of motion involving tornadoes, in Peterson, R. E., ed., Proceedings of the Symposium on Tornadoes, Assessment of Knowledge and Implications for Man: Institute for Disaster Research, Texas Technological University, Lubbock, p. 53-57. [June, 1976] (also issued as SMRP 140c)

## 延伸閱讀
- Grazulis, Thomas P. (1994). A Guide To: Tornado Video Classics II: The Magnificent Puzzle. The Tornado Project of Environmental Films, St. Johnsbury, VT. p. 37-78

### 個人回憶錄
- Fujita, Tetsuya Theodore (1992). Memoirs of an Effort to Unlock the Mystery of Severe Storms. WRL Research Paper Number 239.

### 关联資料
- 「竜巻研究の父、藤田哲也」（『ニッポン天才伝─知られざる発明・発見の父たち』 （页面存档备份，存于）上山明博 ，朝日選書，2007年）
- 「ミスター・トルネードの残した名言─藤田哲也」（『ニッポン発明物語』 （页面存档备份，存于）上山明博 ，Kindle版，2014年）
- 特集 世界が尊敬する日本人 藤田哲也（気象学者）ニューズウィーク日本版 （页面存档备份，存于）
- 北九州大辞典“世界に誇る気象学者”藤田哲也（页面存档备份，存于）
- 竜巻研究は日本人がリードしてきた （5月22日） - MSN産経west
- 米巨大竜巻災害で世界のメディアが伝えた“ある日本人”の名：日経ビジネスオンライン
- “追跡人”は、なぜ命をかけてまで「竜巻」を追うのか：日経ビジネスオンライン
- 「藤田スケール」 尺度をつくるってなんだ？ - ダイヤモンド・オンライン （页面存档备份，存于）
- 気象庁 藤田（F）スケールとは
- 『毎日新聞』 2013年5月11日 「竜巻 「Fスケール」藤田博士の偉業紹介へ 教え子が企画」[永久]
- 『毎日新聞』 2013年5月11日 「竜巻:Fスケールの偉業紹介 世界的権威、北九州出身・藤田哲也博士 出前授業、教え子が企画」[永久]
- 『毎日新聞』 2012年5月7日 「ことば:藤田（F）スケール」
- 博多に強くなろう 北九州に強くなろう 100の物語 下巻、2018/11/22、西日本シティ銀行、P99、「世界の竜巻博士 藤田哲也」(Web版は 「No.18 世界の竜巻博士 藤田 哲也 （页面存档备份，存于）」)

## 外部連結
- Tetsuya Fujita, 78, Inventor of Tornado Scale （页面存档备份，存于） (The New York Times)
- Dr. Tetsuya Theodore Fujita (The Tornado Project)
- Tornadoes and Severe Weather - In Memory of Tetsuya T. Fujita （页面存档备份，存于） (Dr. Kazuya Fujita)
- Mr. Tornado: Tetsuya Theodore "Ted" Fujita （页面存档备份，存于） (Bio by Keith C. Heidorn)
- Fujita publications （页面存档备份，存于） (Texas Tech University)
- Fujita archival records （页面存档备份，存于） (Southwest Collection/Special Collections Library at Texas Tech University)
- たつまき博士の研究室
- 北九州大辞典“世界に誇る気象学者”藤田哲也
- 藤田哲也在互联网电影资料库（IMDb）上的資料（英文）